# Unionisme (États-Unis)
Pour les articles homonymes, voir unionisme.
L'unionisme américain est un courant politique qui se développe dans la décennie de 1850 et dans les premières années de la décennie 1860, avant et durant la guerre de Sécession.

## Plusieurs types d'unionistes
À l'origine, l'unionisme est le fait de minorités au sein des deux grands partis politiques américains de la première moitié du dix-neuvième siècle : les whigs et les démocrates. En réaction aux idées sécessionnistes qui se répandent chez les whigs et les démocrates du Sud des États-Unis, ces dissidents se forment en Parti républicain en 1854, mettant peu à peu un terme à l'existence des Whigs dans le Nord. L'unionisme fut donc un fait largement républicain : c'était la base de la doctrine du parti, avant même l'abolitionnisme.
Toutefois, contrairement à la norme de la politique américaine, il y a aussi des unionistes chez les démocrates. Ces factions sont cependant elles-mêmes divisées.

### Unionistes républicains
Les unionistes républicains sont intransigeants sur le droit de sécession des États du Sud (majoritairement regroupés en États confédérés d'Amérique) et affirment qu'il s'agit d'une usurpation : ces États ne peuvent pas quitter l'Union et ne l'ont pas fait ; ils en font toujours partie et ne sont que la proie d'une rébellion d'envergure par laquelle les postes officiels sont usurpés. En conséquence, la quasi-totalité des unionistes républicains sont pour la guerre en tant que moyen de rétablir l'unité.
Comme ces unionistes dominants sont surtout issus des États du nord-est de la fédération, on leur donne communément le nom de nordistes. Durant la guerre de Sécession, les forces militaires unionistes se désignent elles-mêmes sous le nom de troupes fédérales.
Parmi les unionistes républicains, il en existe de « durs » (partisans d'une victoire totale et d'une capitulation sans conditions de la Confédération) et des « modérés » (désireux d'éviter des destructions trop vastes). Dans les moments d'abattement, lors des grandes défaites de l'Union, de nombreux unionistes pensent à abandonner leur résolution pour reconnaître la Confédération indépendante.
Ce débat se complique autour de la question du reconstructionnisme : il s'agit en fait d'une querelle en coulisses entre le Congrès et le président.
- Pour le premier, les États confédérés existent encore en tant qu'États de l'Union et il suffirait de nouvelles élections pour qu'ils soient réintégrés. Cette solution les aurait laissés quasiment semblables à ce qu'ils étaient avant la guerre.
- Pour le second, ces États se sont déchus de leurs droits et doivent être régis par l'exécutif, qui pourrait alors tout changer de leur législation, en attendant leur réadmission au Congrès. Cela signifiait notamment que Lincoln pourrait y abolir l'esclavage[2] et y confisquer les biens des planteurs, âme de la révolte, et ainsi démanteler la société sudiste ; projet qu'on lui prêtait volontiers malgré ses dénégations fréquentes[3].

### Unionistes démocrates
Les unionistes démocrates reconnaissent le droit de sécession, ou préfèrent ignorer la question, et souhaitent obtenir la réunion par des négociations. Leur chef de file est George B. McClellan, général en chef au début de la guerre, qui espère obtenir la réunion par une victoire militaire limitée. Leur objectif consiste à prendre le pouvoir par les urnes dans plusieurs États, afin de retirer du combat les troupes qui en sont issues, ce qui forcerait le gouvernement à cesser les hostilités et mènerait à une paix négociée entre les États, le gouvernement fédéral ayant été rendu impuissant.
Malgré plusieurs victoires électorales, ils ne parviennent jamais à imposer leurs motions, le système politique américain permettant au gouvernement de toujours paralyser leurs initiatives : ainsi le gouverneur républicain du Maryland n'appelle jamais la magistrature démocrate à siéger, et gouverne par décrets et emprunts.

### Unionistes sudistes
Il existe également des unionistes dans le Sud, qui se font surtout entendre dans la seconde moitié de la guerre. Mais là comme dans le Nord, ils échouent à s'imposer. Cela vient d'une part du sécessionnisme exalté de nombreux Confédérés, qui voient la réunion comme une trahison ; d'autre part de l'absence de partis politiques structurés dans le Sud, qui empêcha les unionistes de coordonner leur action.
L'existence d'un unionisme sudiste, grossie par l'incertitude, a cependant un effet non négligeable sur le début de la guerre en poussant Abraham Lincoln à parfois retenir ses armées, dans l'espoir qu'une attitude conciliante permette à certains États de revenir à l'Union.

## Le rôle d'Abraham Lincoln
C'est l'élection d'Abraham Lincoln, candidat républicain, à la présidence des États-Unis qui provoque la Sécession dans les premiers mois de 1861, et qui achève par contrecoup la polarisation entre unionistes et sécessionnistes. À cette date, A. Lincoln tenait plus ou moins la ligne médiane de son parti :
- il est abolitionniste modéré, partisan d'une interdiction de l'esclavage sur tout le territoire des États-Unis, mais pas de mesures coercitives ni trop rapides, qui auraient selon lui posé plus de problèmes qu'elles n'en auraient résolu ;
- il croit à l'industrialisation, qu'il jugeait plus apte à développer la nation américaine qu'une vision essentiellement agricole, défendue par les esclavagistes  du Sud ;
- il est partisan d'une politique économique protectionniste à l'égard des produits manufacturés européens et en particulier britanniques ; politique que le Sud refuse car les droits de douane auraient donné trop de ressources au gouvernement fédéral ;
- il souhaite combattre l'influence de plus en plus forte des États esclavagistes du Sud (avec leurs grandes plantations de coton exportatrices vers les concurrents européens) ;
- avocat de formation, il conteste le droit des États sécessionnistes de quitter l'Union et de constituer leur propre confédération, au nom des Articles de la Confédération et de l'Union perpétuelle votés par le Congrès des représentants des anciennes colonies britanniques, séparées de la Couronne britannique, à Philadelphie en 1778. La Cour suprême des États-Unis lui donne d'ailleurs raison dans les premiers mois de la guerre.

Dans le même temps, Lincoln ne veut pas aggraver les tensions par une politique unilatérale : il navigue constamment entre les différentes ailes de son parti (abolitionnistes, modérés et libéraux) et sait toujours tenir compte des structures politiques et juridiques de son pays, aidé en cela par sa profession d'avocat. Il attend aussi longtemps avant de proclamer l'émancipation des esclaves noirs, afin de ne pas s'aliéner les nombreux habitants du Nord qui refusent l'égalité raciale : il ne le fait que lorsque l'opinion publique admet que les Noirs gagnent leurs droits en servant dans l'armée.

## Criminels de guerre
Les confédérés accusent souvent les troupes fédérales de cruauté, de pillage, de viols et de meurtres sur les civils, ainsi que l'utilisation pour la première fois des bombardements massifs sur les villes. Ils attribuent tout cela aux unionistes qui auraient ourdi un plan délibéré de destruction du Sud.
Il convient cependant de remarquer :
- que les Confédérés se rendent eux-mêmes coupables de négligence dans leurs camps de prisonniers, entraînant la mort de nombreux soldats de l'Union ;
- que les civils fusillés au Kansas ou dans la vallée de Shenandoah sont pour la plupart des guérilleros confédérés, ou des gens qui les soutiennent, et ont donc eux-mêmes choisi d'être les cibles de la répression fédérale ;
- que la destruction partielle de certaines villes comme Atlanta est certainement accidentelle, et activement combattue par les troupes unionistes lorsque leurs chefs arrivent sur les lieux ;
- que, si certains engagés volontaires unionistes (surtout ceux qui sont alléchés par la prime d'engagement en 1863) se rendent effectivement coupables de crimes de guerre, les traînards et déserteurs des troupes confédérées le sont aussi, de l'aveu même de certains confédérés, ce qui se produit d'ailleurs dans toutes les armées et à toutes les époques ;
- que l'action de William Tecumseh Sherman lorsque son armée traverse le Sud de part en part, si elle est effectivement très dure, ne fait quasiment pas de pertes en vies humaines, son but étant avant tout de paralyser l'économie confédéré et de détruire la volonté de combattre des populations ;
- qu'il y a peu de sièges de villes occupées lors desquels l'Union put utiliser son artillerie de façon intensive : la plupart des opérations ont lieu soit dans des agglomérations qui sont évacuées (comme Fredericksburg (Virginie)), soit autour de villes qui ne sont pas elles-mêmes lieu de combats (comme à Atlanta).